# Otto Gross
Otto Gross (Áustria, 17 de março de 1877 - Berlin, 13 de fevereiro de 1919) foi um psiquiatra austríaco, inspirador da teoria bleueriana da esquizofrenia. 
Gross foi atendido por Jung na segunda década do século XX. Este homem foi um dos primeiros responsáveis pela "liberação sexual". Havia elaborado um delírio segundo o qual o fim do mundo era iminente e não poderia ser evitado se o culto a Ishtar não fosse realizado de maneira imperiosa. José Maria Alvarez, no livro Fundamentos de Psicopatologia Psicoanalitica, nos conta que o culto em questão implicava uma luta contra o paternalismo e a prática intensiva de relações sexuais entre homens e mulheres, como forma de libertar estas últimas da alienação masculina, tema este ao qual se entregava sem freio apoiando-se do uso de diversas drogas. Em razão de seus comportamentos controversos para a moral da época, foi também chamado por alguns de anarquista.
Otto morreu em 1919, de fome, em Berlim.